# عثمان بن أوزديمير باشا
يوصف أوزديمير بن قلاشة أوغلي عثمان باشا، وهو الوزير المهم والقائد الحربي في عهد سليم الثاني، والقائد والصدر الأعظم في عهد مراد الثالث، بكونه أحد أهم العسكريين العثمانيين إن لم يكن أهمهم أثناء القرن السادس عشر، وقد حصل على تكريم قلما حصل عليه سواه وخلّف سجل انتصارات يصعب تكراره.
دخل عثمان باشا الخدمة العثمانية عبر والده، ويعني اسم «أوزديمير أوغلي عثمان بن قلاشة» بالتركية العثمانية عثمان ابن أوزديمير والأخير كان حاكما لليمن لعدة سنوات، وبعد انتهاء حكمه لليمن اتّجه لفتح بلاد الحبشة، فنجح في فتح بعض أنحائها. أما ابنه عثمان فقد أصبح أميرًا للحج المصري، ثم عُّين بكلربكيا (أميرًا للأمراء) في الحبشة خلفا لأبيه.
انتدبه الوزير العثماني مصطفى باشا والي مصر لقتال مطهّر بن شرف الدين في اليمن، فسار على رأس جيش من ثلاثة آلاف مقاتل مارًا بالحجاز ثم إلى مدينة زبيد ثم إلى مدينة تعز حيث دخلها فاتحا، وهزم الزبيديين عام 976 هجري (1568 م)، ثم سار لحصار حصن القاهرية المنيع فعصت عليه، حتى وصله المدد العثماني بقيادة الوزير سنان باشا، فبادر الوزير سنان باشا لعقد الصلح مع محمد بن شمس الدين ثم مع مطهر بن شرف الدين من قادة وزعماء اليمن.
جرت عدة حوادث لعثمان باشا، ومنها استدعاء الوزير سنان باشا له لِمقابلته فتباطأ في الاستجابة لطلبه لكونه مساويا له في الرتبة والمقام. وعندما وصل عثمان باشا إلى لقاء الوزير سنان باشا، أظهر الأخير مرسوما سلطانيا بتعيينه حاكما لليمن وباستدعاء السلطان سليم الثاني لعثمان باشا إلى العاصمة إستانبول. أحسن السلطان استقباله في إستانبول، وعيّنه حاكما لإقليم شروان عام 1578 م.
سار لفتح بلاد داغستان على شاطئ بحر الخزر حيث فتحها بعد انتصاره على الأعجام في 9 مايو 1583 م، ثم سار إلى بلاد القرم عبر جبال القوقاز وسهول روسيا الجنوبية حيث استطاع هزيمة الخان محمد كراي وقتله بمساعدة من أخيه إسلام كراي عام 1584 م ليعود إلى إسطنبول، حيث حظي باستقبالٍ شعبي وسلطاني قل نظيره في التاريخ العثماني.
يفسر هذه التظاهرة التي لا يحظى بها عادة سوى السلاطين، المجد الذي حققه عثمان باشا في غضون ست سنوات منذ التحاقه بالجيش، إذ انتصر في أربعة حروب اتسمت ظروفها بالقسوة، وفتح من إيران، التي كانت تعد الدولة الكبرى الثانية في العالم، مناطق مهمة وواسعة زادت مساحتها على 300 ألف كيلومتر مربع، وأطلق عليه لقب فاتح أذربيجان والقفقاس، وكان أثناء ذلك قائدًا مهابًا من رجاله، وسياسيًا صريحًا حرر مرة رسالة إلى السلطان العثماني مباشرة متجاوزًا التراتبية الإدارية حذره فيها من احتمال تضرر شرف الدولة بسبب الرجال الذين وصفهم بعديمي الكفاءة، في حال لم يتدارك السلطان الوضع في الجبهة الإيرانية ويرسل إليه بالمزيد من الجند، وقد فعل.
استقبل السلطان مراد الثالث عثمان باشا بصورة خاصة في قصر «يالي كشك» واجتمع به منفردًا زهاء 4 ساعات بتاريخ 5 يوليو 1584، وأهداه سيفه المرصع والمعلق في خاصرته، وخنجره المرصع، كما خلع عليه شارة رأسه السلطانية المكونة من الماسات النادرة. بعد ذلك بعشرين يومًا، في 25 يوليو 1584، عزل السلطان مراد الصدر الأعظم سياوش باشا وعين أوزديمير أوغلي عثمان باشا خلفًا له.
لم يطل عثمان باشا المقام في إسطنبول حتى بعد تعيينه صدرًا أعظمًا، حيث غادرها لمواصلة الفتوحات في 15 أكتوبر من نفس عام تعيينه، ووُدع بمظاهرات عارمة وصفها الشاعر حريمي ببيت شعرٍ معناه «هكذا امتلأت الشوارع بالعوام والخواص، لو رميت إبرة ما سقطت على الأرض من كثرة الأشخاص».
سرعان ما ساءت صحة الصدر الأعظم الغازي، ويعتقد أن وراء ذلك اختلاف المناخ بين حر السودان واليمن وصحراء البصرة والأحساء، حيث أولى حروبه، وبرد القفقاس حيث قضى سنواته الست قبل تعيينه صدرًا أعظمًا.
لم يتمكن عثمان باشا من ركوب حصانه، وكان يتنقل عبر محفة، وكان لهذا دلالة شؤم لدى الجند الذين اعتادوا خوض المعارك حول قائدهم ممتطيًا «قرة قايتاس» وهو جواده العربي الأسود، والشهير، والذي يعني اسمه «الحوت الأسود». كان لهذا الجواد قصص في مخيلة أفراد الجيش ساعدت على تعزيز حماستهم الحربية، إذ ساد الاعتقاد بينهم أن انتصارات عثمان باشا كان وراءها هذا الحصان، كما أن صهيله لم يكن، في اعتقادهم، سوى إشارة للنصر.
في آخر أيامه، كان عثمان باشا يتمتم «أين أنتِ يا تبريز؟». هذه المدينة التي لم يتنازل الصدر الأعظم عن أمنيته في إعادة احتلالها للمرة الرابعة في تاريخ الدولة العثمانية، كما كانت آخر أحلامه العسكرية المحققة، إذ دخلها في 25 سبتمبر 1585، وفي 27 منه صلى الجمعة في جامع حسن باشا على الأصول السنية، مكررًا نفس المشهد الذي تسيده السلطان سليم الأول في ذات الجامع قبل 71 عامًا.
وقبل أن يغادرها، وضع عثمان باشا تنظيمات وتحصينات في تبريز ستحافظ على عثمانيتها طوال 18 سنة، وبعد خروجه منها، وفي 28 أكتوبر، بدا أن آخر ما سيسمعه هذا القائد هو انتصار جديد، وقد تحقق ذلك بعد هجوم صفوي ليلي مفاجئ على مؤخرة الجيش العثماني انتهى بهزيمة المهاجمين؛ وفيما كان الجيش يعسكر في ساحل آجي صو، توفي عثمان باشا ليلة 29/30 أكتوبر عام 1585 (5 ذي القعدة عام 993 للهجرة).
وضع نعش عثمان باشا على ظهر جواده «قرة قايتاس» الذي كان يمتطيه طوال 30 عامًا، مع وضع السرج بالمقلوب على الطريقة التركية القديمة، وتحرك الموكب الجنائزي صوب عامد في ديار بكر حيث دفن القائد وفقًا لوصيته.
يعود عثمان باشا إلى عائلة كوشتوقا وينتمي إلى قبيلة الشابسوغ الشركسية، وهو عباسي من جهة الأم، حيث كانت الأخيرة ابنة أحد الخلفاء العباسيين، وقد فارق عثمان الحياة عن عمر 58 عامًا، تاركًا وراءه أمه وزوجته وابن واحد.